# アウグスト・クローグ
アウグスト・クローグ（Schack August Steenberg Krogh、1874年11月15日 - 1949年9月13日）はデンマークの生物学者。1916年から1946年までコペンハーゲン大学の動物学の教授を務めた。生理学の様々な分野で基礎的な発見を行った。

## 業績
1920年、クローグは骨格筋における毛細血管の制御機構を発見してノーベル生理学・医学賞を受賞した。彼は細動脈や毛細血管の開閉による血液循環の制御に関して初めて記述した。
クローグはまた比較動物学の草分けである。1915年にはカエルの皮膚呼吸と肺呼吸に関するRespiratory Exchange of Animalsという論文を書いた。後に水生生物のホメオスタシスの研究に取り組み、1939年にOsmotic Regulation、1941年にComparative Physiology of Respiratory Mechanismsという著書を出版した。さらにクローグは200を超える論文を、国際誌に寄稿した。また彼はスパイロメーターやメタボリック値を計測する装置など様々な計測機器を考案した。
クローグは、1922年にトロントでフレデリック・バンティングとチャールズ・ベストがインスリンを発見するとそれをすぐにデンマークに導入した。またハーゲドルンとともに豚の膵臓ホルモンのエタノール抽出によりインスリンを製造する方法を考案し、デンマーク国内で製造を始めた。
クローグの仕事の多くは妻で、彼女自身著名な科学者であるマリー・クローグと共同で行われた。 
1910年、クローグはコペンハーゲン大学に動物生理学に関する最初の研究所を立ち上げた。これはコペンハーゲンの中心部近くに位置する小さな建物で、1928年にはロックフェラー財団の支援により新しい建物ができた。この建物では医学生理学、生物物理学の研究や、運動学の理論の研究も行われている。今日ではこれらの研究は、1970年に建てられたアウグスト・クローグ研究所で行われている。1937年に王立協会の外国人会員に選出、1940年に同協会からクルーニアン・メダル受賞。